# Thermocyclops emini
Thermocyclops emini is een eenoogkreeftjessoort uit de familie van de Cyclopidae. De wetenschappelijke naam van de soort is voor het eerst geldig gepubliceerd in 1898 door Mrázek.